# Вотерфорд (парафія, Нью-Брансвік)
Вотерфорд (англ. Waterford) — парафія в Канаді, у провінції Нью-Брансвік, у складі графства Кінгс.

## Населення
За даними перепису 2016 року, парафія нараховувала 469 осіб, показавши зростання на 2,4%, порівняно з 2011-м роком. Середня густина населення становила 2,1 осіб/км².
З офіційних мов обидвома одночасно володіли 60 жителів, тільки англійською — 405. Усього 5 осіб вважали рідною мовою не одну з офіційних.
Працездатне населення становило 51,2% усього населення, рівень безробіття — 14,6% (18,2% серед чоловіків та 15,8% серед жінок). 90,2% осіб були найманими працівниками, а 4,9% — самозайнятими.
Середній дохід на особу становив $38 384 (медіана $30 016), при цьому для чоловіків — $53 801, а для жінок $22 695 (медіани — $39 808 та $21 696 відповідно).
38,8% мешканців мали закінчену шкільну освіту, не мали закінченої шкільної освіти — 23,8%, 35% мали післяшкільну освіту, з яких 39,3% мали диплом бакалавра, або вищий.
| Статево-вікова структура населення | Статево-вікова структура населення | Статево-вікова структура населення | Статево-вікова структура населення | Статево-вікова структура населення |
| ---------------------------------- | ---------------------------------- | ---------------------------------- | ---------------------------------- | ---------------------------------- |
|                                    |                                    |                                    |                                    |                                    |
| Всього                             | Всього                             | 52,1%47,9%                         |                                    |                                    |
| 0 — 14 років                       | 0 — 14 років                       |                                    | 14,7%                              | 14,7%                              |
| 15 — 64 років                      | 15 — 64 років                      |                                    | 65,3%                              | 65,3%                              |
| 65 і більше                        | 65 і більше                        |                                    | 20%                                | 20%                                |
| 85 і більше                        | 85 і більше                        |                                    | 1,1%                               | 1,1%                               |
| Середній вік (років)               | Середній вік (років)               | 43,943,4                           | 43,7                               | 43,7                               |
| Медіана (років)                    | Медіана (років)                    | 46,2                               | 46,2                               | 46,2                               |
| — чоловіки — жінки                 |                                    |                                    |                                    |                                    |

| Походження мешканців:     | Походження мешканців:     | Походження мешканців: | Походження мешканців: | Походження мешканців: |
| ------------------------- | ------------------------- | --------------------- | --------------------- | --------------------- |
| Походження                |                           |                       | осіб                  | %                     |
| Корінні американці        | Корінні американці        |                       | 0                     | 0%                    |
| Інше північноамериканське | Інше північноамериканське |                       | 240                   | 51.61%                |
| Європейське               | Європейське               |                       | 280                   | 60.22%                |
| британське                | британське                |                       | 245                   | 52.69%                |
| французьке                | французьке                |                       | 20                    | 4.3%                  |

| Зайнятість населення за галузями (за класифікацією NOC): | Зайнятість населення за галузями (за класифікацією NOC): | Зайнятість населення за галузями (за класифікацією NOC): | Зайнятість населення за галузями (за класифікацією NOC): | Зайнятість населення за галузями (за класифікацією NOC): |
| -------------------------------------------------------- | -------------------------------------------------------- | -------------------------------------------------------- | -------------------------------------------------------- | -------------------------------------------------------- |
|                                                          |                                                          |                                                          |                                                          |                                                          |
| Управління                                               | Управління                                               |                                                          | 7,7%                                                     | 7,7%                                                     |
| Бізнес, фінанси та адміністрування                       | Бізнес, фінанси та адміністрування                       |                                                          | 5,1%                                                     | 5,1%                                                     |
| Природничі та прикладні науки                            | Природничі та прикладні науки                            |                                                          | 7,7%                                                     | 7,7%                                                     |
| Освіта, правозахист, муніципальні та урядові служби      | Освіта, правозахист, муніципальні та урядові служби      |                                                          | 17,9%                                                    | 17,9%                                                    |
| Роздрібна торгівля та послуги                            | Роздрібна торгівля та послуги                            |                                                          | 30,8%                                                    | 30,8%                                                    |
| Гуртова торгівля, транспорт та обладнання                | Гуртова торгівля, транспорт та обладнання                |                                                          | 17,9%                                                    | 17,9%                                                    |
| Природні ресурси, сільське господарство                  | Природні ресурси, сільське господарство                  |                                                          | 12,8%                                                    | 12,8%                                                    |
| Виробництво                                              | Виробництво                                              |                                                          | 5,1%                                                     | 5,1%                                                     |

## Клімат
Середня річна температура становить 4,8°C, середня максимальна – 22,2°C, а середня мінімальна – -14,8°C. Середня річна кількість опадів – 1 254 мм.
| Клімат поселення                              | Клімат поселення | Клімат поселення | Клімат поселення | Клімат поселення | Клімат поселення | Клімат поселення | Клімат поселення | Клімат поселення | Клімат поселення | Клімат поселення | Клімат поселення | Клімат поселення | Клімат поселення |
| Показник                                      | Січ.             | Лют.             | Бер.             | Квіт.            | Трав.            | Черв.            | Лип.             | Серп.            | Вер.             | Жовт.            | Лист.            | Груд.            |                  |
| Середній максимум, °C                         | −3,78            | −2,52            | 2,55             | 8,66             | 15,31            | 20,10            | 22,16            | 21,43            | 17,20            | 11,40            | 5,69             | −1,79            |                  |
| Середня температура, °C                       | −9,27            | −8,01            | −2,95            | 3,17             | 9,81             | 14,62            | 17,92            | 17,19            | 12,95            | 7,16             | 1,45             | −6,02            |                  |
| Середній мінімум, °C                          | −14,76           | −13,51           | −8,45            | −2,31            | 4,32             | 9,12             | 13,69            | 12,96            | 8,74             | 2,94             | −2,77            | −10,26           |                  |
| Норма опадів, мм                              | 119              | 93               | 109              | 96               | 104              | 97               | 95               | 85               | 102              | 113              | 120              | 121              |                  |
| Середньомісячна швидкість вітру, м/с          | 3.92             | 3.93             | 4.07             | 3.97             | 3.56             | 3.13             | 2.82             | 2.70             | 2.97             | 3.34             | 3.61             | 3.89             |                  |
| Середньомісячна сонячна радіація, кДж/м²·день | 5205             | 8489             | 12148            | 15163            | 18078            | 20195            | 19959            | 17659            | 13310            | 8487             | 4998             | 3976             |                  |
| --------------------------------------------- | ---------------- | ---------------- | ---------------- | ---------------- | ---------------- | ---------------- | ---------------- | ---------------- | ---------------- | ---------------- | ---------------- | ---------------- | ---------------- |
| Джерело:                                      |                  |                  |                  |                  |                  |                  |                  |                  |                  |                  |                  |                  |                  |